# Gran Hotel Bali
Gran Hotel Bali je mrakodrap ve španělském městě Benidorm. Se svou výškou 186 metrů je druhou nejvyšší budovou města, hned po budově In Tempo. Komplex stavby tvoří celkem čtyři budovy.
Výstavba budovy probíhala v letech 1987–2002 a architektem byl Antonio Escario. Od dosažení konečné výšky v roce 1998 byl nejvyšší budovou Španělska (předchozím držitelem rekordu byl Torre Picasso) až do roku 2007, kdy ho výškově překonal Torre Emperador Castellana (původní název Torre Espacio). Po dokončení byl také druhým nejvyšším hotelem v Evropě, hned po moskevském hotelu Ukrajina. Na 52 patrech se nachází 776 hotelových pokojů. Celková podlahová plocha budovy je 41 170 m2.